# Никишов, Иван Фёдорович
Ива́н Фёдорович Ники́шов (1894—1958) — начальник ГУ СДС «Дальстрой» (1939—1948).
Кандидат в члены ЦК ВКП(б) (1939—1952), депутат Верховного Совета СССР 1 и 2 созывов (1937—1950), с 9.07.1945 г. генерал-лейтенант НКВД СССР (с 1946 г. — МВД СССР), Герой Социалистического Труда (20.01.1944).

## Биография
Родился в крестьянской семье, окончил сельскую школу. С 13 лет работал пастухом, батраком, затем в Царицыне — грузчиком, береговым рабочим и извозчиком по найму.
В январе 1915 года призван в армию, служил рядовым и старшим унтер-офицером (фельдфебелем), воевал на германском фронте.
В 1917 году член полкового ревкома. В июле 1918 года добровольно вступил в ряды Красной армии, участник гражданской войны, командир батальона, помощник командира полка. Участвовал в подавлении казачьих восстаний на Урале, а также восстаний местного населения в Дагестане.
С октября 1919 года — член РКП(б). С 1939 года — кандидат в члены ЦК ВКП(б).
С 1923 года — командир полка. В 1924 году переведён в пограничные войска НКВД, служил на границе с Персией. Военное образование получил в Высшей пограничной школе ОГПУ, окончив её в 1929 году. С 1933 года — командир железнодорожной бригады.
С апреля 1934 года — Начальник войск (с 10.7.1934 — Управления внутренней охраны) ОГПУ Центрально-Чернозёмной области.
С марта 1937 года — Начальник пограничных и внутренних войск НКВД Азербайджанской ССР.
С 13 февраля 1938 — Начальник Управления пограничных и внутренних войск Управления НКВД Ленинградской области.
С 29 ноября 1938 — Начальник Управления НКВД Хабаровского края.
С 19 ноября 1939 по 24 декабря 1948 — начальник ГУ СДС «Дальстрой». Одновременно, с 12 июля 1943 стал уполномоченным НКВД СССР по Дальстрою, сосредоточив в своих руках огромную власть.

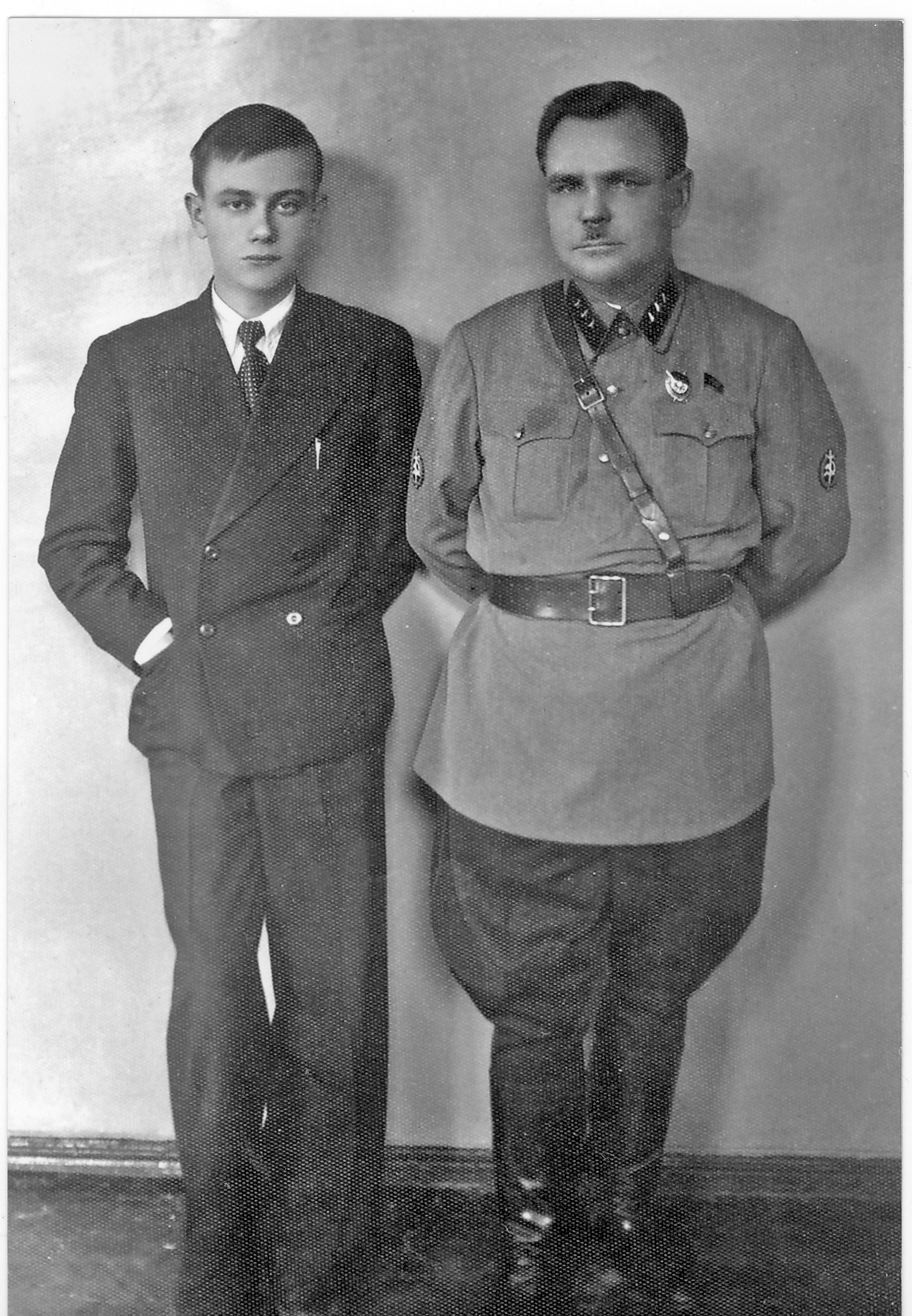
Иван Никишов с сыном

Указом Президиума Верховного Совета СССР «О присвоении звания Героя Социалистического Труда работникам Дальстроя НКВД» от 20 января 1944 года за «особые заслуги в деле промышленного освоения Дальнего Севера и обеспечение в трудных условиях военного времени успешного выполнения планов добычи редких и цветных металлов» удостоен звания Героя Социалистического Труда с вручением ордена Ленина и медали «Золотая Звезда».
25 декабря 1948 года в последнем приказе по ГУ СДС «Дальстрой» за № 857, подписанном И. Ф. Никишовым, сообщается, что в соответствии с постановлением Совета Министров СССР от 23 декабря и приказом министра внутренних дел СССР тов. Круглова № 1676 от 24 декабря 1948 года дела и должность начальника Дальстроя переданы И. Г. Петренко. Во второй части приказа И. Ф. Никишов поблагодарил весь коллектив Дальстроя за долголетнюю совместную работу и пожелал больших успехов по выполнению возложенных задач.
Позже проживал в Москве, тяжело болел.
- Иван Никишов упомянут в книге Вадима Туманова «Всё потерять — и вновь начать с мечты…»:

К вопросу о судьбах колымского руководства. 1949-й — последний год, когда «Дальстроем» ещё руководил Никишов, один из самых страшных людей в истории советской Колымы. Он был в крае больше, чем бог. Все знали его установку: «Здесь я и моя жена вольные. Все остальные — заключенные и подследственные». Этот человек во время выступления в театре Вадима Козина, вероятно, обозленный оказанным певцу магаданскими зрителями теплым приемом, крикнул из ложи, где сидел со своим семейством: «Кому вы хлопаете?! А ну, педераст, вон со сцены!» И певец, опустив голову, ушёл… Через многие годы мой заместитель Чульский, работая в Хабаровском крае, расскажет мне историю, засевшую у меня в памяти. Однажды в Москве он зашёл в парикмахерскую и разговорился с мастером. Узнав, что клиент с Колымы, мастер сказал: «К нам часто приходит старенький генерал, он тоже с Колымы…» И спросил женщину, работавшую рядом: «Маша, как фамилия генерала, который у тебя стрижется?» «Никишов», — ответила та. Когда Никишов умрет, некролог напечатает какая-то малоизвестная газета ДОСААФ.

По воспоминания бывшего «колымчанина», участника комиссии Шверника И. А. Алексахина:
Вскоре Кузнецов снова позвонил мне и сообщил, что Никишов умер, принимая ванну, а Шверник сделал ему выговор за то, что довел Никишова до инфаркта. На этом «расследование» моего письма в КПК было закончено, хотя, по словам Кузнецова, Никишов написал несколько страниц объяснений и они находятся в КПК. Мне думается, что смерть Никишова вряд ли была случайной. Слишком много он знал и был слишком опасен для замешанных в колымском произволе, да и не только в нём.
Похоронен на Ваганьковском кладбище (20 уч.).

### Семья

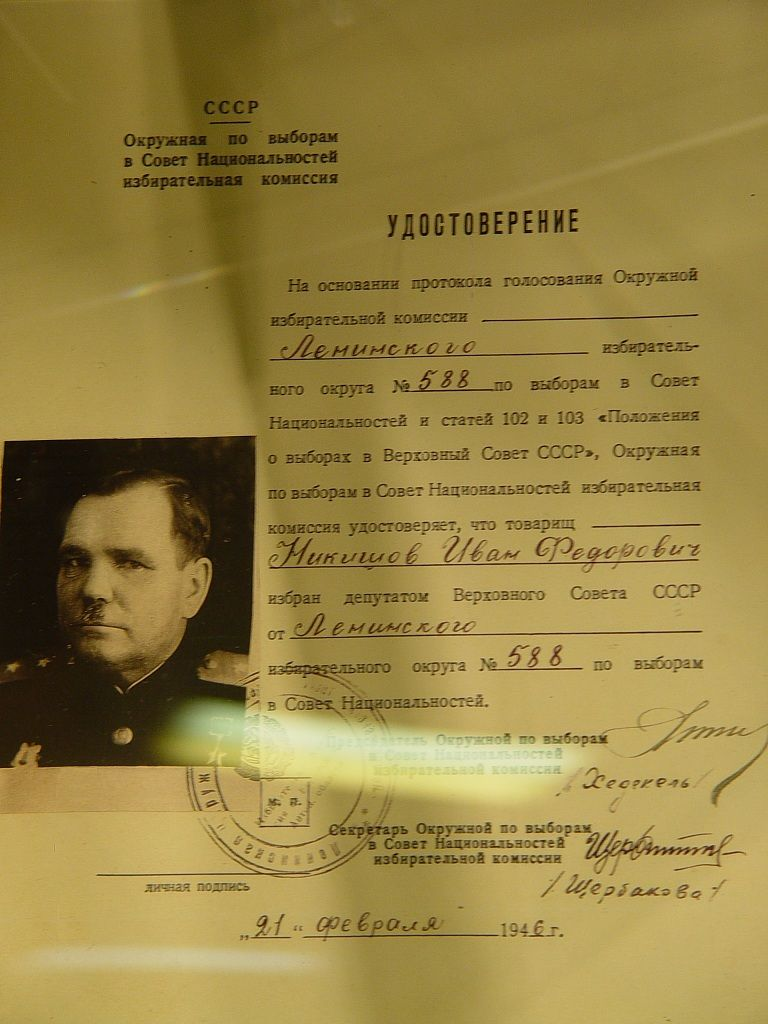
Удостоверение депутата Верховного Совета СССР И. Ф. Никишова от 21.02.1946.

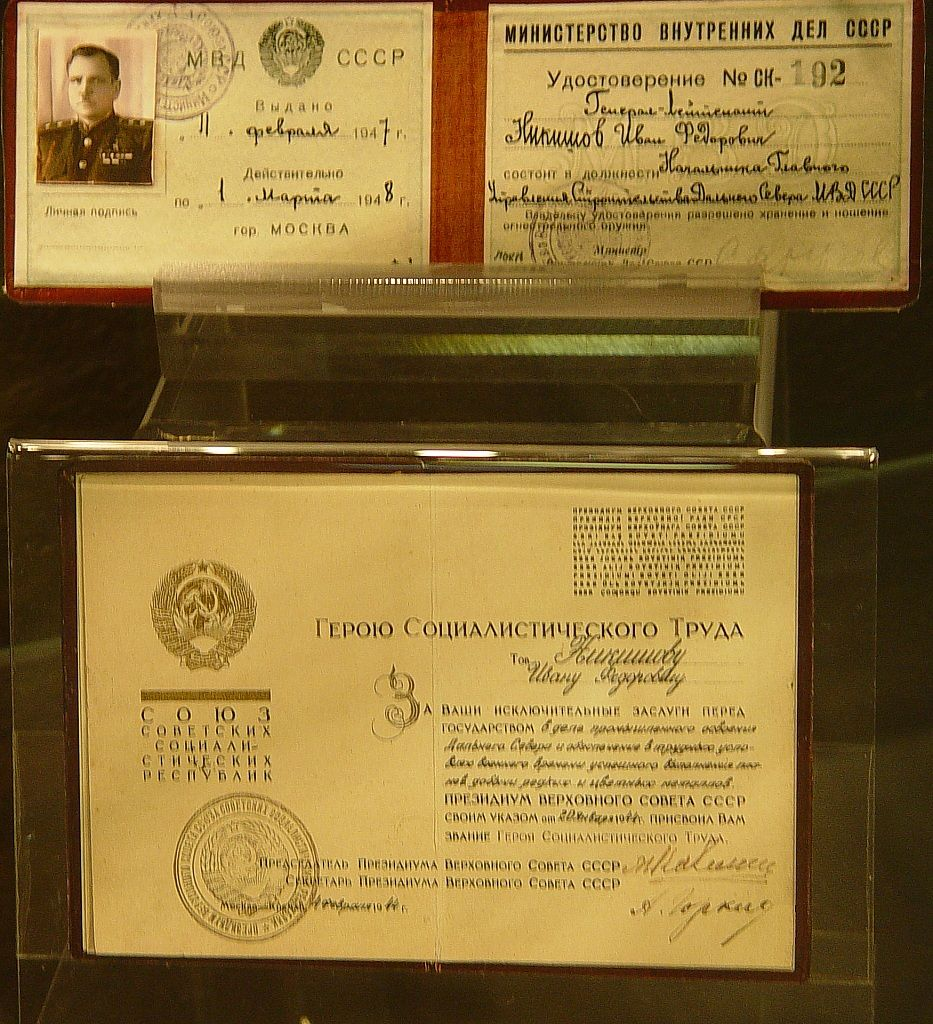
Служебное удостоверение и Грамота Героя Социалистического Труда И. Ф. Никишова.

Сожительствовал с Гридасовой Александрой Романовной. На положении любовницы главы Колымы и не без его участия она стала начальником Маглага СВИТЛа (1943—1948). В Магадане она руководила театром из заключённых артистов, певцов. В своих произведениях В.Т Шаламов называет её Рыдасовой А. Р.; «Мадам Рыдасова».

## Награды
- Герой Социалистического Труда (20.01.1944 г.)[8]
- Четыре ордена Ленина (26.04.1940, 17.01.1943, 20.01.1944, 21.02.1945)
- Два ордена Красного Знамени (14.02.1936, 3.11.1944)
- Орден Кутузова I степени (24.02.1945)[9]
- Орден Трудового Красного Знамени (11.01.1941)
- Орден Трудового Красного Знамени Закавказской СФСР
- Орден Трудового Красного Знамени Азербайджанской ССР
- Медали СССР
- Знак Почётного работника ВЧК—ОГПУ